# Sivia torg

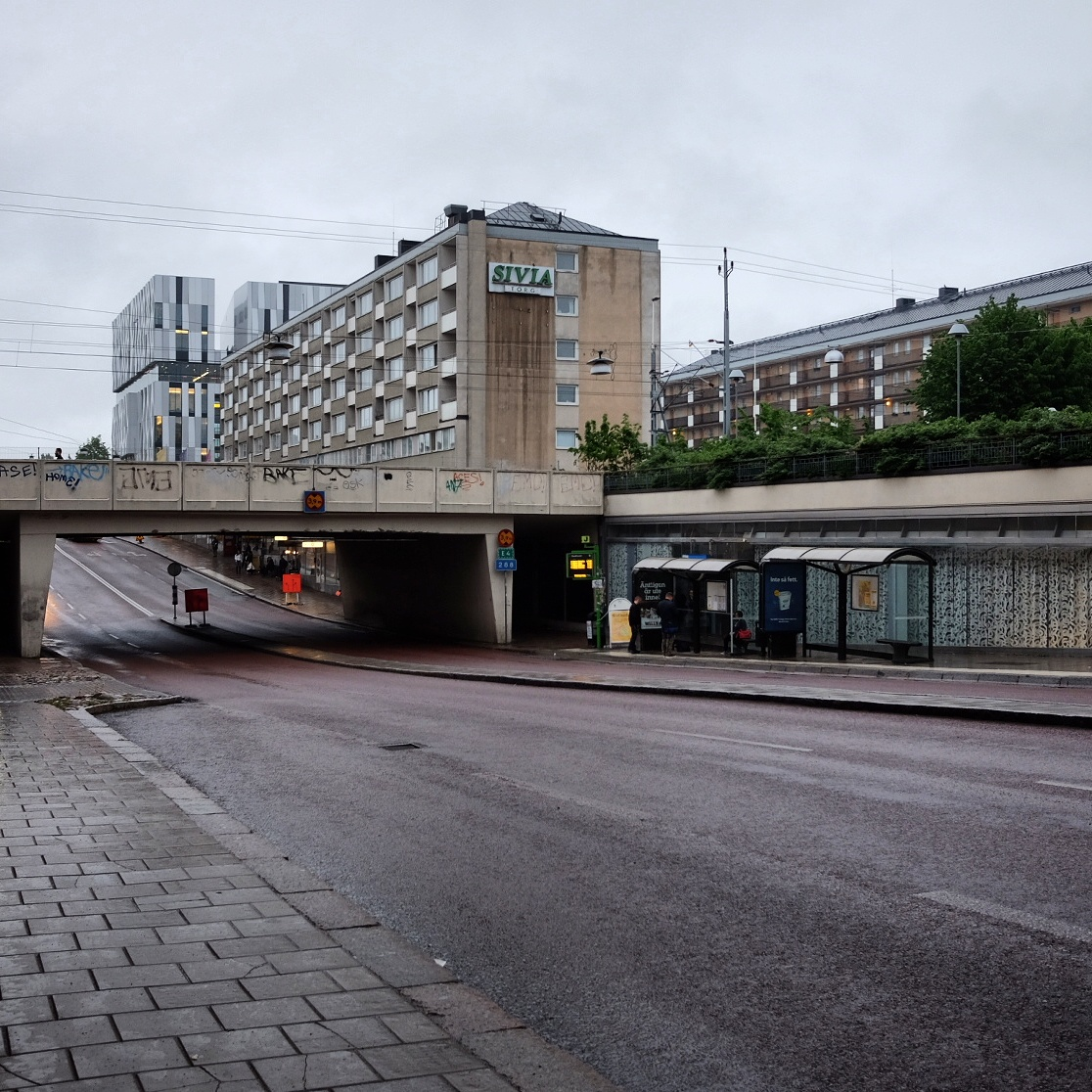
Byggnadskomplexet Sivia torg sett från korsningen Kungsgatan / Vaksalagatan med järnvägen och Siviaviadukten i förgrunden och Uppsala konsert & kongress i bakgrunden.

Sivia torg var ett byggnadskomplex i Uppsala, beläget i Kvarteret Siv mellan järnvägen och Kvarteret Gerd / Uppsala konsert och kongress.
Komplexet stod klart i september 1962 och inhyste bland annat Uppsalas första pizzeria, Lucullus, som öppnade 1967. I övrigt fanns ett antal lägenheter, affärer och andra restauranger i komplexet.
Genom åren har även ett antal olika företag hyrt lokaler i det centralt belägna komplexet, som låg på gångavstånd från bland annat centralstationen. 2019 togs beslut om rivning varefter komplexet utrymdes och stod öde till senhösten 2022, då rivningen påbörjades. Rivningen avslutades den 16 februari 2023.
Sedan rivningen avslutades har platsen haft en oviss framtid då de olika inblandade parterna inte kunnat komma överens om vad som ska uppföras på platsen.